# Salix daltoniana
Salix daltoniana är en videväxtart som beskrevs av Nils Johan Andersson. Salix daltoniana ingår i släktet viden, och familjen videväxter. Inga underarter finns listade i Catalogue of Life.